# プサラ (駆逐艦)

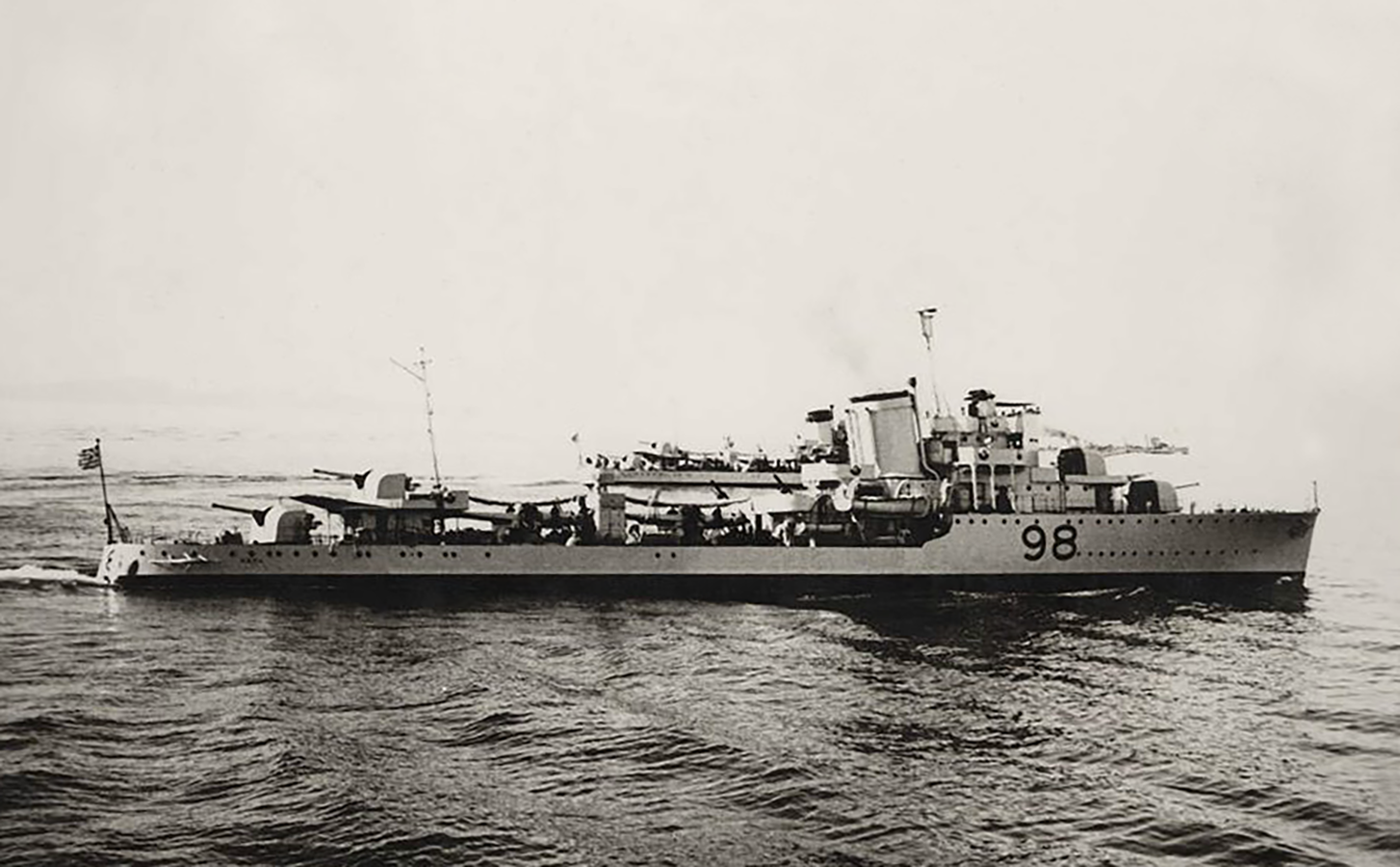
プサラ (D-98)

プサラ（ギリシア語: Ψαρά）はギリシャ海軍のコンドゥリオティス級駆逐艦の1隻である。

## 艦歴
1932年進水。1933年5月就役。艦名はエーゲ海の島、プサラ島に由来する。
ギリシャ・イタリア戦争の勃発後、1940年11月14日-15日、12月15日-16日、1941年1月4日-5日の3回オトラント海峡でイタリア船舶に対する攻撃を行った。また、対潜活動にも従事した。ドイツ軍のギリシャ侵攻の際の1941年4月20日にサロニカ湾のメガラ沖でドイツ空軍機の攻撃によって撃沈された。